# جون وارنر
جون وارنر (بالإنجليزية: John Warner) (و. 1927 – م) هو سياسي، وضابط، ومحام من الولايات المتحدة الأمريكية ولد في واشنطن العاصمة.
تولى منصب عضو مجلس الشيوخ الأمريكي، والأمين العام (1972-05-04–1974-04-08) .وهو عضو في الحزب الجمهوري .

## التعليم
تعلم في جامعة جورج واشنطن.

## روابط خارجية
- جون وارنر على موقع مونزينجر (الألمانية)
- جون وارنر على موقع إن إن دي بي (الإنجليزية)